# جولييت كابلان
جولييت كابلان (بالإنجليزية: Juliette Kaplan)‏ هي ممثلة بريطانية، ولدت في 2 أكتوبر 1939 في بورنموث في المملكة المتحدة، وتوفيت في 10 أكتوبر 2019 في لندن في المملكة المتحدة بسبب سرطان.

## وصلات خارجية
- جولييت كابلان على موقع IMDb (الإنجليزية)
- جولييت كابلان على موقع قاعدة بيانات الفيلم (الإنجليزية)